# Черниговка (Владимирская область)
Черниговка — деревня в Судогодском районе Владимирской области, входит в состав Головинского сельского поселения.

## География
Деревня расположена в 12 км на юго-восток от центра поселения посёлка Головино и в 22 км на запад от райцентра города Судогда.

## История
В конце XIX — начале XX века деревня называлась Брюханово и входила в состав Авдотьинской волости Судогодского уезда, с 1926 года — в составе Александровской волости Владимирского уезда. В 1859 году в деревне числилось 15 дворов, в 1905 году — 14 дворов, в 1926 году — 12 хозяйств.
С 1929 года деревня входила с состав Александровского сельсовета Владимирского района, с 1944 года — Судогодского района, с 1974 года — в составе Ильинского сельсовета, с 2005 года — в составе Головинского сельского поселения.
В 1966 году деревня Брюханово Александровского сельсовета была переименована в Черниговку.

## Население
| 1859 | 1905 | 1926 |
| ---- | ---- | ---- |
| 98   | 80   | 92   |

| 1859 | 1905 | 1926 | 2002 | 2010 | 2021 |
| ---- | ---- | ---- | ---- | ---- | ---- |
| 98   | ↘80  | ↗92  | ↘5   | ↘0   | →0   |